# Linda Stouffer
Cinnamon Linda Stouffer, född den 5 augusti 1970, är en amerikansk korrespondent och nyhetsankare. Under åren 1997-2008 arbetade hon för CNN Headline News, huvudsakligen som nyhetsankare. Den 14 december 2008 sades hon, liksom flera andra upp, under en omstrukturering av företaget. Stouffler gick därefter över till att vara nyhetsankare på WSB TV i Atlanta, USA.

### Fotnoter
1. ↑  ”Linda Stouffer is let go from CNN”. www.mediabistro.com. Arkiverad från originalet den 17 december 2008. https://web.archive.org/web/20081217103456/http://www.mediabistro.com/tvnewser/cnn/linda_stouffer_and_rusty_dornin_out_at_cnn_103411.asp?c=rss. Läst 19 december 2008.